# Danh sách phim điện ảnh Hàn Quốc năm 2023
Đây là danh sách các bộ phim của điện ảnh Hàn Quốc dự kiến phát hành vào năm 2023.

## Doanh thu phòng vé
Các bộ phim Hàn Quốc có doanh thu cao nhất được phát hành vào năm 2023, tính theo tổng doanh thu phòng vé nội địa, như sau:
| Thứ hạng | Tiêu đề                           | Nhà phân phối            | Tổng doanh thu nội địa |
| -------- | --------------------------------- | ------------------------ | ---------------------- |
| 1        | 12.12: The Day                    | Megabox Plus M           | $96,160,148            |
| 2        | Vây Hãm: Không Lối Thoát          | ABO Entertainment        | $79,459,384            |
| 3        | Những Kẻ Buôn Lậu                 | Next Entertainment World | $37,711,582            |
| 4        | Đại hải chiến Noryang – Biển chết | Lotte Entertainment      | $33,868,493            |
| 5        | Địa đàng sụp đổ                   | Lotte Entertainment      | $28,396,814            |
| 6        | Yêu Lại Vợ Ngầu                   | Mindmark                 | $16,134,255            |
| 7        | Thanh Gươm Trừ Tà                 | CJ Entertainment         | $14,352,608            |
| 8        | Đàm Phán                          | Megabox Plus M           | $13,550,750            |
| 9        | Mộng Du                           | Lotte Entertainment      | $10,663,284            |
| 10       | Nhân duyên tiền đình              | Mindmark                 | $10,318,577            |

## Phát hành
- ‡ Bộ phim đã được chiếu công khai trước khi phát hành tại rạp, có thể là thông qua các liên hoan phim, buổi ra mắt hoặc phát hành ở các quốc gia khác.

### Tháng 1 – Tháng 3
| Khởi chiếu  | Khởi chiếu | Tiêu đề            | Tiêu đề tiếng Hàn             | Đạo diễn        | Dàn diễn viên                                                        | Tham khảo |
| ----------- | ---------- | ------------------ | ----------------------------- | --------------- | -------------------------------------------------------------------- | --------- |
| T H Á N G 1 | 4          | Ước Gì Được Nấy    | 스위치                        | Ma Dae-yun      | Kwon Sang-woo, Oh Jung-se, Lee Min-jung                              | [ 2 ]     |
| T H Á N G 1 | 5          | Gangnam Thất Thủ   | 강남좀비                      | Lee Soo-seong   | Park Ji-yeon, Ji Il-joo                                              | [ 3 ]     |
| T H Á N G 1 | 12         | Tales of Nobody    | 별 볼일 없는 인생             | Seo Dong-heon   | Jeong Ga-eun, Kwak Pil-je, Kim Yi-heon, Noh Jin-won, Na Mi-hee       | [ 4 ]     |
| T H Á N G 1 | 12         | 10-Day Lover       | 10일간의 애인                 | Lee Young-yong  | Woo Choong-hyun, Song Min-kyung, Cha Sol-mon                         | [ 5 ]     |
| T H Á N G 1 | 18         | Đàm Phán           | 교섭                          | Yim Soon-rye    | Hwang Jung-min, Hyun Bin                                             | [ 6 ]     |
| T H Á N G 1 | 18         | Đặc Vụ Bóng Ma     | 유령                          | Lee Hae-young   | Sol Kyung-gu, Lee Hanee, Park So-dam, Park Hae-soo, Seo Hyun-woo     | [ 7 ]     |
| T H Á N G 1 | 20         | Jung E             | 정이                          | Yeon Sang-ho    | Kang Soo-yeon, Kim Hyun-joo, Ryu Kyung-soo                           | [ 8 ]     |
| T H Á N G 2 | 8          | Next Sohee‡        | 다음 소희                     | Jung Ju-ri      | Kim Si-eun, Bae Doona                                                | [ 9 ]     |
| T H Á N G 2 | 8          | Bỗng Dưng Được Yêu | 우리 사랑이 향기로 남을 때    | Lim Sung-yong   | Yoon Si-yoon, Seol In-ah                                             | [ 10 ]    |
| T H Á N G 2 | 8          | Someone You Loved  | 어쩌면 우린 헤어졌는지 모른다 | Hyoung seul-woo | Lee Dong-hwi, Jung Eun-chae                                          | [ 11 ]    |
| T H Á N G 2 | 17         | Mở khóa            | 스마트폰을 떨어뜨렸을 뿐인데  | Kim Tae-joon    | Chun Woo-hee, Im Si-wan, Kim Hee-won                                 | [ 12 ]    |
| T H Á N G 2 | 22         | Sát Thủ Yi Nan     | 살수                          | Kwak Jeong-deok | Shin Hyun-joon, Lee Moon-sik, Kim Min-kyung                          | [ 13 ]    |
| T H Á N G 2 | 22         | Count              | 카운트                        | Kwon Hyeok-jae  | Jin Seon-kyu, Sung Yoo-bin, Oh Na-ra, Ko Chang-seok, Jang Dong-joo   | [ 14 ]    |
| T H Á N G 3 | 1          | Tìm Nhà Cho Boss‡  | 멍뭉이                        | Jason Kim       | Yoo Yeon-seok, Cha Tae-hyun                                          | [ 15 ]    |
| T H Á N G 3 | 1          | The Devil's Deal‡  | 대외비                        | Lee Won-tae     | Cho Jin-woong, Lee Sung-min, Kim Mu-yeol                             | [ 16 ]    |
| T H Á N G 3 | 15         | Tri kỷ             | 소울메이트                    | Min Yong-geun   | Kim Da-mi, Jeon So-nee, Byeon Woo-seok                               | [ 17 ]    |
| T H Á N G 3 | 22         | Woongnami          | 웅남이                        | Park Sung-kwang | Park Sung-Woong, Lee Yi-kyung, Yeom Hye-ran, Choi Min-soo, Oh Dal-su | [ 18 ]    |
| T H Á N G 3 | 31         | Kill Boksoon‡      | 길복순                        | Byun Sung-hyun  | Jeon Do-yeon, Sol Kyung-gu, Esom, Koo Kyo-hwan                       | [ 19 ]    |

### Tháng 4 – Tháng 6
| Khởi chiếu  | Khởi chiếu | Tiêu đề                     | Tiêu đề tiếng Hàn | Đạo diễn        | Dàn diễn viên                                                                            | Tham khảo |
| ----------- | ---------- | --------------------------- | ----------------- | --------------- | ---------------------------------------------------------------------------------------- | --------- |
| T H Á N G 4 | 5          | Swallow ‡                   | 제비              | Lee-Song Hee-il | Yoon Park, Jang Hee-ryung, Yoo In-soo, Woo Ji-hyun, Park So-jin                          | [ 20 ]    |
| T H Á N G 4 | 5          | Bật Bảng!                   | 리바운드          | Jang Hang-jun   | Ahn Jae-hong, Lee Shin-young, Jeong Jin-woon, Jung Gun-joo, Ahn Ji-ho, Kim Taek, Kim Min | [ 21 ]    |
| T H Á N G 4 | 12         | In Water ‡                  | 물안에서          | Hong Sang-soo   | Shin Seok-ho, Ha Seong-guk, Kim Seung-yun                                                | [ 22 ]    |
| T H Á N G 4 | 12         | Archaeology of Love ‡       | 사랑의 고고학     | Lee Wan-min     | Ok Ja-yeon, Kiyoon                                                                       | [ 23 ]    |
| T H Á N G 4 | 14         | Tiễn Biệt Chồng Yêu         | 킬링 로맨스       | Lee Won-suk     | Lee Hanee, Lee Sun-kyun, Gong Myung                                                      | [ 24 ]    |
| T H Á N G 4 | 19         | Shape of Tulip              | 튤립 모양         | Yang Yun-mo     | Yoo Da-in, Kim Da-hyun                                                                   | [ 25 ]    |
| T H Á N G 4 | 19         | Always I am                 | 보이지 않아       | Cheon Se-hwan   | Han seung-yun, Lee Noa , Jung Hye-in, Park Ho-san, Shin Ae-ra                            | [ 26 ]    |
| T H Á N G 4 | 19         | Punch-Drunk Love            | 낭만적 공장       | Jo Eun-seong    | Shim Hee-seop, Jeon Hye-jin                                                              | [ 27 ]    |
| T H Á N G 4 | 19         | The Ghost Station           | 옥수역 귀신       | Jung Yong-ki    | Kim Bo-ra, Kim Jae-hyun                                                                  | [ 28 ]    |
| T H Á N G 4 | 26         | Ước Mơ                      | 드림              | Lee Byeong-heon | Park Seo-joon, Lee Ji-eun                                                                | [ 29 ]    |
| T H Á N G 5 | 10         | Long D                      | 롱디              | Lim Jae-wan     | Jang Dong-yoon, Park Yoo-na                                                              | [ 30 ]    |
| T H Á N G 5 | 18         | Colossus: Child of the Wind | 거신: 바람의 아이 | Shin Chang-sub  | Shim Gyu-hyeok, Min-a, Kwon Sung-hyuk, Hwang Chang-yung, Si Yeong-jun, Kim Bo-yeong      | [ 31 ]    |
| T H Á N G 5 | 31         | Vây Hãm: Không Lối Thoát    | 범죄도시3         | Lee Sang-yong   | Ma Dong-seok, Lee Joon-hyuk, Munetaka Aoki                                               | [ 32 ]    |
| T H Á N G 6 | 21         | Quý Công Tử                 | 귀공자            | Park Hoon-jung  | Kim Seon-ho, Kang Tae-joo, Kim Kang-woo, Go Ara                                          | [ 33 ]    |
| T H Á N G 6 | 21         | In Dream                    | 인 드림           | Shin Jai-ho     | Seo Hyo-rim, Oh Ji-ho, Kim Seung-soo                                                     | [ 34 ]    |
| T H Á N G 6 | 28         | Labang                      | 라방              | Choi Ju-yon     | Park Sung-woong, Park Sun-ho, Kim Hee-jung                                               | [ 35 ]    |

### Tháng 7 – Tháng 9
| Khởi chiếu  | Khởi chiếu | Tiêu đề                      | Tiêu đề tiếng Hàn               | Đạo diễn       | Dàn diễn viên                                                                 | Tham khảo |
| ----------- | ---------- | ---------------------------- | ------------------------------- | -------------- | ----------------------------------------------------------------------------- | --------- |
| T H Á N G 7 | 5          | The Devils                   | 악마들                          | Kim Jae-hun    | Jang Dong-yoon, Oh Dae-hwan                                                   | [ 36 ]    |
| T H Á N G 7 | 26         | Những kẻ buôn lậu            | 밀수                            | Ryoo Seung-wan | Kim Hye-soo, Yum Jung-ah, Zo In-sung, Park Jeong-min, Kim Jong-soo, Go Min-si | [ 37 ]    |
| T H Á N G 8 | 2          | The Moon: Nhiệm vụ cuối cùng | 더문                            | Kim Yong-hwa   | Sol Kyung-gu, Do Kyung-soo, Kim Hee-ae                                        | [ 38 ]    |
| T H Á N G 8 | 2          | Bộ đôi báo thủ               | 비공식작전                      | Kim Seong-hoon | Ha Jung-woo, Ju Ji-hoon                                                       | [ 39 ]    |
| T H Á N G 8 | 9          | Địa đàng sụp đổ              | 콘크리트 유토피아               | Um Tae-hwa     | Lee Byung-hun, Park Seo-joon, Park Bo-young, Kim Sun-young, Park Ji-hu        | [ 40 ]    |
| T H Á N G 8 | 15         | Nhân duyên tiền đình         | 달짝지근해                      | Lee Han        | Yoo Hae-jin, Kim Hee-sun, Cha In-pyo, Jin Seon-kyu, Han Sun-hwa               | [ 41 ]    |
| T H Á N G 8 | 15         | Kẻ giám hộ ‡                 | 보호자                          | Jung Woo-sung  | Jung Woo-sung, Kim Nam-gil, Park Sung-woong, Kim Jun-han, Park Yoo-na         | [ 42 ]    |
| T H Á N G 8 | 30         | Đơn hàng từ sát nhân         | 타겟                            | Park Hee-gon   | Shin Hye-sun, Kim Sung-kyun                                                   | [ 43 ]    |
| T H Á N G 9 | 6          | Mộng Du ‡                    | 잠                              | Yoo Jae-sun    | Jung Yu-mi, Lee Sun-kyun                                                      | [ 44 ]    |
| T H Á N G 9 | 27         | Bước Chân Thép               | 보스턴 1947                     | Kang Je-gyu    | Ha Jung-woo, Im Si-wan, Bae Seong-woo, Kim Sang-ho                            | [ 45 ]    |
| T H Á N G 9 | 27         | Cú Máy Ăn Tiền ‡             | 거미집                          | Kim Jee-woon   | Song Kang-ho, Im Soo-jung, Oh Jung-se, Jeon Yeo-been, Krystal Jung            | [ 46 ]    |
| T H Á N G 9 | 27         | Thanh Gươm Trừ Tà            | 천박사 퇴마 연구소: 설경의 비밀 | Kim Seong-sik  | Gang Dong-won, Huh Joon-ho, Esom, Lee Dong-hwi, Kim Jong-soo                  | [ 47 ]    |

### Tháng 10 – Tháng 12
| Khởi chiếu   | Khởi chiếu | Tiêu đề                           | Tiêu đề tiếng Hàn | Đạo diễn        | Dàn diễn viên                                                             | Tham khảo |
| ------------ | ---------- | --------------------------------- | ----------------- | --------------- | ------------------------------------------------------------------------- | --------- |
| T H Á N G 10 | 3          | Yêu lại vợ ngầu                   | 30일              | Nam Dae-jung    | Kang Ha-neul, Jung So-min                                                 | [ 48 ]    |
| T H Á N G 10 | 6          | Điệu ba lê tử thần ‡              | 발레리나          | Lee Chung-hyun  | Jeon Jong-seo, Kim Ji-hoon                                                | [ 49 ]    |
| T H Á N G 10 | 11         | Đường cùng ‡                      | 화란              | Kim Chang-hoon  | Hong Xa-bin, Song Joong-ki, Bibi                                          | [ 50 ]    |
| T H Á N G 10 | 11         | Miss Fortune                      | 화사한 그녀       | Lee Seung-jun   | Uhm Jung-hwa, Bang Min-ah                                                 | [ 51 ]    |
| T H Á N G 10 | 19         | In Our Day ‡                      | 우리의 하루       | Hong Sang-soo   | Gi Ju-bong, Kim Min-hee                                                   | [ 52 ]    |
| T H Á N G 10 | 25         | Brave Citizen                     | 용감한 시민       | Park Jin-pyo    | Shin Hye-sun, Lee Jun-young                                               | [ 53 ]    |
| T H Á N G 10 | 25         | Open the Door ‡                   | 오픈 더 도어      | Jang Hang-jun   | Lee Sun-won, Seo Yeong-ju, Kim Su-jin, Kang Ae-sim                        | [ 54 ]    |
| T H Á N G 10 | 25         | The Dream Songs ‡                 | 너와 나           | Cho Hyun-chul   | Park Hye-su, Kim Si-eun                                                   | [ 55 ]    |
| T H Á N G 11 | 1          | The Boys ‡                        | 소년들            | Chung Ji-young  | Sol Kyung-gu, Yoo Jun-sang, Jin Kyung, Heo Sung-tae, Yeom Hye-ran         | [ 56 ]    |
| T H Á N G 11 | 1          | Alone ‡                           | 독친              | Kim Soo-in      | Jang Seo-hee                                                              | [ 57 ]    |
| T H Á N G 11 | 1          | Green Night ‡                     | 녹야              | Han Shu-ai      | Fan Bingbing, Lee Joo-young                                               | [ 58 ]    |
| T H Á N G 11 | 15         | Iron Mask ‡                       | 만분의 일초       | Kim Seong-hwan  | Joo Jong-hyuk, Moon Jin-seung                                             | [ 59 ]    |
| T H Á N G 11 | 17         | Độc chiến 2‡                      | 독전 2            | Baek Jong-yul   | Cho Jin-woong, Cha Seung-won, Han Hyo-joo, Oh Seung-hoon                  | [ 60 ]    |
| T H Á N G 11 | 22         | 12.12: The Day                    | 서울의 봄         | Kim Sung-su     | Hwang Jung-min, Jung Woo-sung, Lee Sung-min, Park Hae-joon, Kim Sung-kyun | [ 61 ]    |
| T H Á N G 11 | 22         | The Loan Boy                      | 사채소년          | Hwang Dong-seok | Yoo Seon-ho, Kang Mi-na, Yoo In-soo                                       | [ 62 ]    |
| T H Á N G 11 | 29         | Một mình vẫn ổn't                 | 싱글 인 서울      | Park Beom-soo   | Lee Dong-wook, Im Soo-jung                                                | [ 63 ]    |
| T H Á N G 12 | 6          | Our Season                        | 3일의 휴가        | Yook Sang-hyo   | Kim Hae-sook, Shin Min-a, Kang Ki-young, Hwang Bo-ra                      | [ 64 ]    |
| T H Á N G 12 | 6          | A Letter from Kyoto               | 교토에서 온 편지  | Kim Min-ju      | Han Sun-hwa, Han Chae-ah, Cha Mi-kyung, Song Ji-hyun                      | [ 65 ]    |
| T H Á N G 12 | 20         | Đại hải chiến Noryang – Biển chết | 노량: 죽음의 바다 | Kim Han-min     | Kim Yoon-seok, Baek Yoon-sik, Jung Jae-young, Huh Joon-ho                 | [ 66 ]    |